# William Godwin
William Godwin (n. 3 martie 1756, Wisbech, Anglia, Regatul Marii Britanii – d. 7 aprilie 1836, Londra, Regatul Unit al Marii Britanii și Irlandei) a fost un jurnalist, filosof politic și prozator englez. 
Godwin este considerat ca fiind unul dintre precursorii cei mai importanți ai gândirii anarhiste și utilitariste. Soț al scriitoare feministe Mary Wollstonecraft, el a avut o fiică, Mary Wollstonecraft Godwin, mai cunoscută sub numele de Mary Shelley.
William Godwin este autorul romanului Caleb Williams.

## Biografie
Născut la 3 martie 1756 la Knowe's Acre, la Wisbech, în Cambridgeshire, William Godwin este al șaptelea din cei treisprezece copii ai lui John Godwin, pastor nonconformist, și ai lui Ann Hull.
William Godwin a fost căsătorit cu scriitoarea, filozoafa și feminista Mary Wollstonecraft, care a decedat, în urma unei febre puerperale, la 10 zile după nașterea fiicei lor, care va deveni scriitoarea Mary Shelley.

## Galerie de imagini

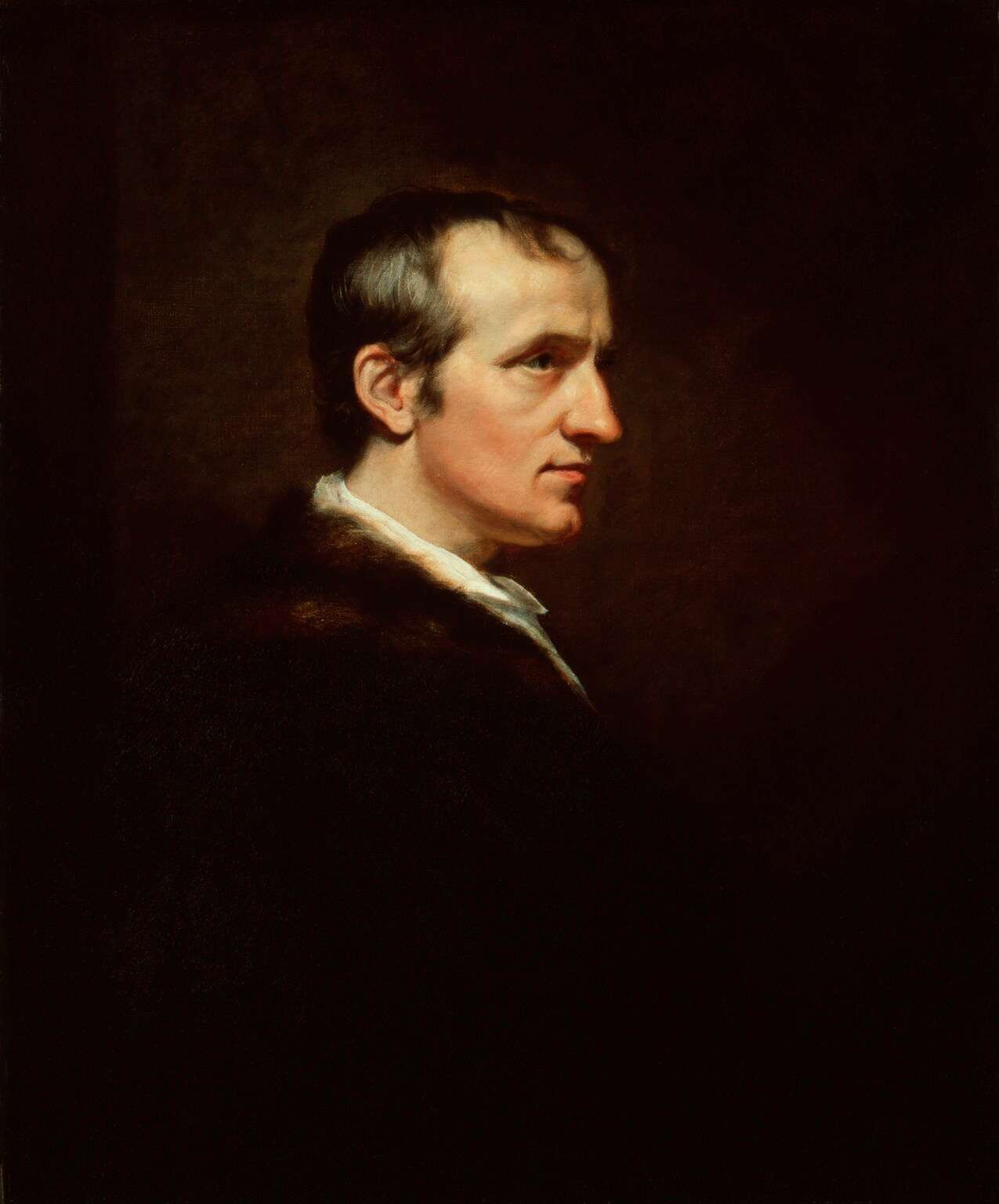
William Godwin, în 1802, portret în ulei pe carton de James Northcote[10], expus la the National Portrait Gallery
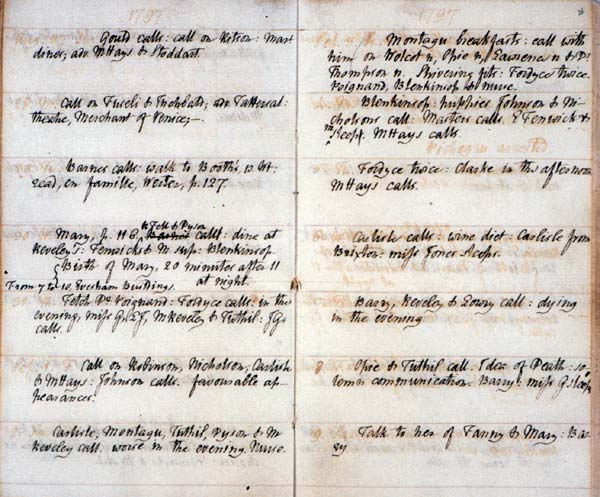
Pagină din Jurnalul lui William Godwin, în care este înregistrată nașterea fiicei sale Mary Wollstonecraft Godwin, la 30 august 1797